# Arvidas Janonis
Arvidas Janonis, född den 6 november 1960 i Kėdainiai, Sovjet (nuvarande Litauen), är en litauisk (och tidigare sovjetisk) före detta fotbollsspelare som med det Sovjetiska landslaget tog OS-guld vid de olympiska sommarspelen 1988 i Seoul.

### Webbkällor
- Denna artikel är helt eller delvis översatt från motsvarande artikel på engelska wikipedia.
- Sports-reference.com (engelska)